# Giải Vannevar Bush
Giải Vannevar Bush là một giải thưởng do Ban Khoa học quốc gia (Hoa Kỳ) lập năm 1980 để vinh danh  các đóng góp độc đáo của Dr. Vannevar Bush vào việc phục vụ công chúng.
Giải được trao hàng năm cho một cá nhân – thông qua các hoạt động phục vụ công chúng về Khoa học và Công nghệ - có những đóng góp nổi bật cho phúc lợi của con người và dân tộc. Người đoạt giải được nhận một huy chương đúc bằng đồng để tưởng niệm Dr. Bush.
Dr. Bush (1890-1974) là nhà khoa học lỗi lạc. Ông từng là cố vấn cho nhiều tổng thống Hoa Kỳ, và là người chủ chốt trong việc thành lập Quỹ Khoa học quốc gia (National Science Foundation). Năm 1945, theo yêu cầu của tổng thống Franklin D. Roosevelt, ông đã đề nghị Quốc hội thành lập một Quỹ để hỗ trợ chính phủ Liên bang, khuyến khích việc nghiên cứu và giáo dục Khoa học và Công nghệ học cũng như triển khai một chính sách khoa học quốc gia. Ngành lập pháp đã lập Quỹ Khoa học quốc gia, được tổng thống Harry S. Truman ký ngày 10.5.1950

## Các người đoạt giải
- 1980 – James R. Killian, Jr.
- 1981 – William O. Baker
- 1982 – Lee Alvin DuBridge
- 1983 – Frederick Seitz
- 1984 – Roger R. Revelle
- 1985 – Hans A. Bethe
- 1986 – Isidor Isaac Rabi
- 1987 – David Packard
- 1988 – Glenn T. Seaborg
- 1989 – Linus Pauling
- 1990 – không trao giải
- 1991 – James A. Van Allen
- 1992 – Jerome B. Wiesner
- 1993 – Norman Hackerman
- 1994 – Frank Press
- 1995 – Norman Foster Ramsey, Jr.
- 1996 – Philip H. Abelson
- 1997 – H. Guyford Stever
- 1998 – Robert M. White
- 1999 – Maxine Frank Singer
- 2000 – Herbert F. York và Norman Borlaug
- 2001 – Harold Varmus và Lewis Branscomb
- 2002 – Erich Bloch
- 2003 – Richard C. Atkinson
- 2004 – Mary L. Good
- 2005 – Robert W. Galvin
- 2006 – Charles H. Townes và Raj Reddy
- 2007 – Shirley Ann Jackson
- 2008 – Norman Augustine
- 2009 – Mildred Dresselhaus
- 2010 – Bruce M. Alberts
- 2011 – Charles M. Vest
- 2012 – Leon M. Lederman
- 2013 – Neal F. Lane